# 雪乃しほり
雪乃 しほり（ゆきの しほり、1991年1月25日 - ）は、日本の女優、タレント、YouTuber、動画配信者、元アイドルである。Miss Galaxy of Beauty Japan 2022 準グランプリ。埼玉県越谷市出身。愛称は「しほ姉」。SMASH ENTERTAINMENT所属。
2021年6月まではアリスプロジェクトに所属。女性アイドルグループ「仮面女子」およびグループ内ユニット「スチームガールズ」（4代目ユニットリーダー。在籍時のメンバーカラーは白色。）、派生ユニット「チェリーブロッサム」の元メンバー。

## 略歴

### アリスプロジェクト時代
- 2015年7月1日、アリスプロジェクトに入所[1]、「AJ」として活動開始。
- 2015年10月6日、仮面女子研究生ユニット「スライムガールズ」としてステージデビュー[2]。『P.A.R.M.S』デビュー自体は9月26日に物販で参加したのが初[3]。のちにリーダー就任。
- 2016年7月17日、1部公演にてスライムガールズを卒業、同日2部公演で「仮面女子候補生・OZ」へ昇格[4]。
- 2016年7月25日、東京都立川市のJR立川駅南口にある複合商業施設『アレアレア』にある「ラーメンスクエア」（アレアレア2・3F）で活動するユニット「アレアガールズ」としての活動も開始[5]。
- 2017年4月1日[6] - 5月7日[7]、東京都内で行われる『大つけ麺博』を盛り上げるために結成されるイメージユニット「トッピング☆ガールズ」の6期目にあたる「トッピング☆ガールズFTTB（ふたたび）」のメンバーとしても活動。
- 2017年8月13日、東西合わせて5つのユニットが同日同時刻に5か所で行う『仮面女子☆パセラ伍箇所同時ワンマン〜真夏の頂上決戦〜』[8]に候補生＆スライムガールズとして参加。当日はパセラリゾーツグランデ渋谷で行われた[9][10]。
- 2018年1月19日、この日の公演をもってアレアガールズとしての活動を終了[11]。
- 2018年1月20日、1部公演にて仮面女子候補生・OZを卒業、同日2部公演で「仮面女子」ならびにグループ内ユニット「スチームガールズ」へ昇格[12]。
- 2018年4月2日、全国コミュニティFM局で放送されるバラエティ番組『ワクワクサワー』のメインパーソナリティを前任の金田爽から引き継ぎ、冠番組『仮面女子 雪乃しほりのワクワクサワー』を開始[13]。
- 2018年8月13日、2部公演で派生ユニット「チェリーブロッサム」へ加入[14][15]。
- 2018年9月27日、仮面女子・アリス十番の先輩メンバー神谷えりな（現芸名：上矢えり奈）のYouTubeチャンネルに、姉妹アイドルグループ『スリジエ』[注 1]メンバーの美南衣里、白咲桃（いずれも当時）と共にレギュラー加入した。
- 2018年10月23日、渋谷区のインターネットラジオステーション『渋谷クロスFM』の新番組『仮面女子の渋谷アンダーグラウンド』のメインパーソナリティを森下舞桜、木下友里と共に担当[16]。
- 2018年11月19日、神谷えりなのアリスプロジェクト退所に伴い、前述の神谷のYouTubeチャンネルを『みるくぱんち』に改名する形で引き継ぐ[注 2]。
- 2019年9月15日、2部公演で先輩メンバーの猪狩ともかから引き継いで正式にスチームガールズの4代目リーダーに就任[17][18]。猪狩がケガにより長期離脱している間やライブに参加しない日はリーダー業務を代行していたが、同年8月末に長らくセンターを務めた黒瀬サラの卒業を迎え、大きくユニットが変わることと、前任の猪狩からの要望があったことによる。
- 2020年10月25日、翌2021年1月30日（当初予定）で仮面女子・スチームガールズを卒業しアリスプロジェクトを退所することを発表した[注 3][19][20]。
- 2021年1月25日が自身の30歳の誕生日であり、仮面女子（スチームガールズ・チェリーブロッサムも含めて）結成以来初めて現役で30歳代を迎えたメンバーになった。
- 2021年3月23日放送回をもって、『仮面女子の渋谷アンダーグラウンド』（渋谷クロスFM）のメインパーソナリティを卒業。
- 2021年4月4日放送回をもって、冠ラジオ番組『仮面女子 雪乃しほりのワクワクサワー』が最終回を迎えた。
- 2021年5月23日の公演にて、チェリーブロッサムを卒業[注 4]。
- 2021年6月1日公開の動画をもって、レギュラー出演していたYouTube『みるくぱんち』を卒業。
- 2021年6月6日、2部公演にて仮面女子・スチームガールズを卒業[注 5]。
- 2021年6月30日付で、アリスプロジェクトを退所。

### 女優時代
- 2021年7月1日にTwitterアカウントを、7月5日にInstagramアカウントをそれぞれ新規開設し、いずれもアリスプロジェクト時代の既存アカウントから移行した。この頃に、SMASH ENTERTAINMENTへ移籍し、舞台を中心に女優としての活動を開始した。
- 2021年9月9日、個人YouTubeチャンネル『しほ姉blog。』を開設。
- 2021年9月30日、ライブコミュニケーションアプリ『Pococha』の初回配信を実施。
- 2022年3月19日、個人TikTokアカウントを開設。
- 2022年5月2日、ミスコンテスト『Miss Galaxy of Beauty 2022』中日本ブロックのファイナリストに選ばれたことをSNSで報告[21]。5月20日の東日本・中日本ブロック大会（会場：1000 CLUB〈横浜〉）に出場し[22]、中日本ブロック準グランプリに選ばれ、「Japan 2022ファイナリスト」として10月の日本大会に出場[23][24][25]。10月21日に行われた決勝大会で準優勝に選ばれた[26]。
- 2024年4月1日、舞台俳優の釣舟大夢と前年11月23日に入籍したことと第1子妊娠を報告[27][28][29][動 1]。
- 2024年4月3日、約2年半の間更新が止まっていたYouTubeチャンネル『しほ姉blog。』の投稿を再開。併せて夫・釣舟との共同チャンネル『役者夫婦がお墓に入るまで－元アイドルと舞台役者のバケットリスト－』に変更・リニューアルした[29][動 2]。
- 2024年7月31日、第一子女児を出産したことを発表[30]。

## 人物
- （参考：）手話検定やブライダルコーディネーター検定を所有し、アリスプロジェクトに所属する前はそれを活かして料亭・ウェディング関係の仕事に従事していた。

- 愛称は「しほりちゃん」や「しほ姉（ねえ）」で、特に「しほ姉」は後輩から呼ばれる。「しほ姉」の名付け親は先輩であった神谷えりな[注 6]である[注 7]。

- 靴のサイズは24cm。

- ビールが好きで、後輩の上下碧から贈られたタンブラーで飲む様子をSNSに投稿している[31]。

## 出演
以下以外にもプロポーションを活かしたグラビア活動も行う。

### ラジオ
- アリスタ!（2016年5月11日、大和ラジオ放送）
- 喋れよ!仮面女子（2016年5月12日、スマホでUSEN） [32]
- 仮面女子 雪乃しほりのワクワクサワー（2018年4月2日 - 2021年4月4日、CityFMさいたまほかコミュニティFM）- メインパーソナリティ
- 仮面女子の渋谷アンダーグラウンド（2018年10月23日 - 2021年3月23日、渋谷クロスFM）- メインパーソナリティ

### テレビ
- 地域密着!た・ま・て・ば・こ（2019年8月7日 - 8月20日、多摩テレビ）[33]

### 映画
- アイチェルカーレ（2025年3月8日） - 主演・水本マナ 役[34]

### 舞台
- The Great Gatsby 2023（2023年11月18日・19日、近鉄アート館 / 11月23日 - 27日、三越劇場）[35]
- BRIDGE!!（2024年1月17日 - 21日、赤坂RED/THEATER）[36]

### ネット配信
- アリスはここから!（2015年6月 - 、WALLOP放送局）
- みるくぱんち（2018年9月27日 - 2021年6月1日、YouTubeチャンネル）[37]

### 声優
- GRAVITY『ローズオンライン 夢見る女神と星の旅路』 - （男の子役）[38]